# Synaemops
Synaemops is een geslacht van spinnen uit de  familie van de Thomisidae (krabspinnen).

## Soorten
- Synaemops nigridorsi Mello-Leitão, 1929
- Synaemops notabilis Mello-Leitão, 1941
- Synaemops pugilator Mello-Leitão, 1941
- Synaemops rubropunctatus Mello-Leitão, 1929